# Charles A. Marshall
Charles A. Marshall (* 21. Juli 1898 in Kalifornien; † 8. Januar 1985 in Apple Valley, Kalifornien) war ein US-amerikanischer Kameramann, der als solcher auf Luftaufnahmen spezialisiert war.

## Leben
Während des Ersten Weltkriegs diente Marshall als Flugausbilder in der US Army. Nach dem Krieg widmete er sich der Kameraarbeit. Ab 1929 bis 1945 war er an verschiedenen Filmproduktionen als Kameramann für Luftaufnahmen beteiligt. Marshall arbeitete hierbei mit einer Kamera, die von Carl Ethan Akeley entwickelt wurde. 
Zusammen mit seinen Kollegen Elmer Dyer und James Wong Howe war Dyer 1944 für die Kameraarbeit an dem Film In die japanische Sonne für den Oscar in der Kategorie Beste Kamera nominiert. 
Nach dem Zweiten Weltkrieg filmte Marshall für die United States Air Force die Explosionen von einigen Atombombentests auf dem Eniwetok-Atoll. 
Marshall war verheiratet.

## Filmografie (Auswahl)
- 1923: Der Markt der Seelen (Souls for Sale) (Kamera-Assistent)
- 1929: Die fliegende Flotte (The Flying Fleet) (Luftaufnahmen)
- 1931: Wolkenstürmer (Hell Divers) (Luftaufnahmen)
- 1933: Nachtflug (Night Flight) (Luftaufnahmen)
- 1935: Helden von heute (West Point of the Air) (Luftaufnahmen)
- 1942: Helden der Lüfte (Captains of the Clouds) (Luftaufnahmen)
- 1943: In die japanische Sonne (Air Force) (Luftaufnahmen)